# 竹本正男
竹本正男（日语：／ Takemoto Masao，1919年9月29日—2007年2月2日），日本前男子竞技体操运动员。他曾参加1952年、1956年和1960年三届夏季奥运会，共收获一枚金牌、三枚银牌和三枚铜牌。